# Видільна тканина
Видільні (екскриторні) тканини рослин слугують для накопичення надмірної кількості води та виділення кінцевих продуктів обміну речовин у вигляді смол, ефірних олій, слизу, латексу,камеді.
Можна поділити на дві частини: зовнішньої секреції (залозисті волоски, нектарники, гідатоди) і внутрішньої секреції (молочники, видільні клітини, схизогенні і лізогенні вмістилища).  
Залози зовнішньої секреції рослин. 
Гідатоди (водяні продихи) забезпечують виділення води в умовах підвищеної вологості, надмірного поглинання води, послаблення транспірації. На рослинах з'являються краплини води на кінчиках зубчиків листків, часто напередодні дощу. Подібне явище відбувається також і в кімнатних рослин (бальзамін, фуксія, філодендрон), тому їх називають рослинами-барометрами. 
Нектарники (медові залозки) розташовуються в середині квітки і виділяють цукристу речовину – нектар, що приваблює комах-запилювачів. Клітини нектарників мають густу цитоплазму і характеризуються високим рівнем обміну речовин.  
Залозисті волоски (зовнішні епідермальні залозки) призначені для виділення ефірних олій та смол, які в деяких випадках слугують для обміну речовин, в інших - є баластними речовинами. 
Залози внутрішньої секреції рослин.
Молочники – клітини, які злилися і містять рідину, що нагадує молоко (молочний сік – латекс). Мають замкнуту систему (молочники в кульбаби і чистотілу, смоляні ходи в хвойних). В деяких рослин мають вигляд довгих розгалужених клітин у вигляді трубки, в інших  - багатоклітинних утворень. Продукти обміну – смоли, каучук та живиця (витікає з рани хвойного дерева, з неї видобувають каніфоль і скипидар). У молочниках утримуються продукти обміну речовин – білки, вуглеводи, ліпіди, інколи виконують функції накопичення води. В кінці вегетаційного періоду молочники відмирають.